# Kamal Ibrahim
Kamal Ibrahim sinh ngày 10 tháng 11 năm 1985 tại Limerick, Ireland là Mister World năm 2010, Kamal chiến thắng trong cuộc thi diễn ra tại Incheon, Hàn Quốc vào ngày thứ 7 ngày 27 tháng 3 năm 2010.

## Liên kết
- Mr World Official Website